# Лајла Скоу Нилсен
Лајла Скоу Нилсен (норв. Laila Schou Nilsen; Осло, 18. март 1919 — Осло, 30. јул 1998) је некадашња норвешка свестрана спортисткиња, репрезентативка Норвешке у више спортова, пионирка женског брзог клизања у свету.

## Спортска биографија
Лајла Скоу Нилсен је своје највеће успехе постигла у својој дисциплини брзом клизању. Прво је победила на последњем од три незванична првенства света у брзом клизању за жене 1935. у Ослу. На другом Светском првенству у Давосу, у Швајцарској 1937, освојила је прво место и победама у све четири дисциплине (500 м, 1.000 м, 3.000 м, и 5.000 м), све у рекордном времену. Успех је поновила и следеће године пред домаћом публиком у Ослу. Постигнути рекорди су се дуго одржали. Рекорд на 500 м (46,4), трајао је до 1955, када га је оборила Тамара Рилова (СССР) на такмичењу у Алма Ати. Рекорд на 1.500 метара трајао је до 1950.
Нилсенова је била норвешка првакиња у брзом клизању 1935, 1937, 1939, и 1940.
Како брзо клизање није било у програму Зимских олимпијских игара 1936. у Гармиш-Партенкирхену, Нилсенова се пријавила за такмичење у алпском скијању. Такмичила се у јединој дисциплини алпског скијања на овим играма алпској комбинацији и освојила бронзану медаљу.
На следећим олимпијским играма које су због Другог светског рата одржане 12 година касније 1948. у Санкт Морицу учествовала је у све три дисциплине алпског скијања за жене, али није поновила ранији успех. У спусту је поделила 7. место, слалому поделила 14. место, а у алпској комбинацији је заузела 13. место.
Поред зимских спортова Лајла Скоу Нилсен, се бавила тенисом, била је чланица рукометне репрезентације Норвешке, а четири пута је учествовала на аутомобилском релију Монте Карло.
Лајлу Скоу Нилсен многи сматрају највећом спортисткињом у норвешком спортској историји. Њена свестраност је била изузетна јер је истицала у сваком спорту који је покушала: ски скокови, скијашко трчање, алпско скијање, тенис, брзо клизање, рукомет и ауто-рели.

## Лични рекорди у брзом клизању
- 500 м – 46,4 (Давос, 1937, оборен 1955.)
- 1.000 м – 1:38,8 (Давос, 1937, оборен 1951.)
- 1.500 м – 2.38,1 (Осло, 1937, оборен 1950.)
- 3.000 м – 5.29,6 (Давос, 1937, оборен 1949.)
- 5.000 м – 9.28,3 (Давос, 1937, оборен 1949.)

Alpint